# Thomas Sheridan

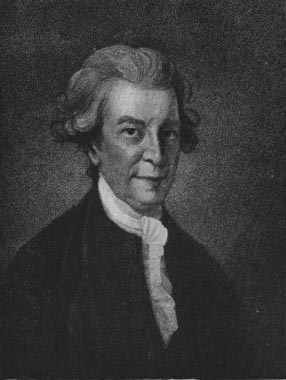
Thomas Sheridan.

Thomas Sheridan (1719 en Dublín, Irlanda; – 18 de agosto de 1788), fue actor, director de teatro, profesor y el padre de Richard Brinsley Sheridan. 

## Vida
Su padre también se llamaba Thomas Sheridan, y su madre Elizabeth MacFadden. Su abuelo era escritor, llamado Jonathan Swrift. Estudió en el Colegio Westminster en 1732, pero a causa de los problemas económicos en la familia, tuvo que volver a sus estudios iniciales en Dublín. Más tarde ingresó en el Trinity College, graduándose en el año 1739.
Se casó con la escritora irlandesa Frances (Chamberlaine) Sheridan en Dublín y tuvieron un total de 5 hijos, de los cuales el más conocido es Richard Brinsley Sheridan. Los otros cuatro se llamaban: Charles Francis, Thomas, Alicia y Elizabeth.
En 1758 él y su familia se trasladan a Inglaterra, donde ejerce como profesor y educador. Vivió allá unos año y se volvió a mudar, esta vez en Bath, donde fundó una academia. Al fracasar, vuelve a instalarse en su ciudad, Dublín, y a dedicarse al teatro, en el año 1771.

## Carrera
Su primer papel en el teatro lo hizo en Dublín, con una obra de William Shakespeare donde interpretó el papel de Ricardo III. Poco a poco fue aumentando su prestigio hasta ser considerado uno de los mejores actores de Irlanda, llegango a comparársele con David Garrick, también gran actor de la época. No sólo fue actor, sino también escritor y director de teatro. En el año 1738 publicó The Brave Irishman or Captain O'BlunderHe y en se convirtió en director del Teatro de Dublín en los durante la década de los 40. Después de haber ejercido como profesor y haber publicado varios libros, se dedicó finalmente al teatro.

## Obra
- 1756: British Education
- 1762: A Course of Lectures on Elocution
- 1769: A Plan of Education for the Young Nobility and Gentry of Great Britain
- 1784: Works of Jonathan Swift